# Cupa UEFA 1994-1995
Cupa UEFA 1994-1995 a fost a 24-a ediție a competiției de fotbal Cupa UEFA și a 37-a dacă se iau în calcul cele 13 ediții ale Cupei Orașelor Târguri (Inter-Cities Fairs Cup).

## Turul preliminar
| Echipa #1            | Total  | Echipa #2             | Tur | Retur     |
| -------------------- | ------ | --------------------- | --- | --------- |
| Anorthosis Famagusta | 4–1    | Shumen                | 2–0 | 2–1       |
| Aris Thessaloniki    | 5–2    | Hapoel Beer-Sheva     | 3–1 | 2–1       |
| Bangor City          | 1–4    | IA                    | 1–2 | 0–2       |
| Kispesti Honvéd      | 5–1    | Zimbru Chișinău       | 4–1 | 1–0       |
| CS Grevenmacher      | 1–8    | Rosenborg             | 1–2 | 0–6       |
| Aarau                | 2–0    | Mura                  | 1–0 | 1–0       |
| Dinamo Minsk         | 6–5    | Hibernians            | 3–1 | 3–4(d.p.) |
| Dinamo Tblisi        | 4–1    | Universitatea Craiova | 2–0 | 2–1       |
| FC Copenhaga         | 4–1    | Jazz                  | 0–1 | 4–0       |
| Fenerbahçe           | 7–0    | Turan Tovuz           | 5–0 | 2–0       |
| FH                   | 2–3    | Linfield              | 1–0 | 1–3       |
| Inter Bratislava     | 1–3    | MyPa                  | 0–3 | 1–0       |
| Vardar               | 1–2    | Békéscsabai Elõre     | 1–1 | 0–1       |
| GI Gota              | 2–4    | Trelleborg            | 0–1 | 2–3       |
| Gornik Zabrze        | 8–0    | Shamrock Rovers       | 7–0 | 1–0       |
| KS Teuta             | 3–8    | Apollon Limassol      | 1–4 | 2–4       |
| Lillestrøm           | 4–3    | Șahtar Donețk         | 4–1 | 0–2       |
| Motherwell           | 7–1    | Havnar Boltfelag      | 3–0 | 4–1       |
| Odense BK            | 6–0    | Flora                 | 3–0 | 3–0       |
| Olimpija Ljubljana   | 5–3    | Levski Sofia          | 3–2 | 2–1       |
| ȚSKA Sofia           | 3–0    | Ararat Yerevan        | 3–0 | 0–0       |
| Portadown            | 0–5    | Slovan Bratislava     | 0–2 | 0–3       |
| ROMAR Mažeikiai      | 0–4    | AIK                   | 0–2 | 0–2       |
| Slavia Praga         | 6–0    | Cork City             | 2–0 | 4–0       |
| Skonto               | (a)1–1 | Aberdeen              | 0–0 | 1–1       |
| Inter Cardiff        | 0–8    | GKS Katowice          | 0–2 | 0–6       |
| Valletta             | 3–7    | Rapid București       | 2–6 | 1–1       |

### Tur
| Anorthosis Famagusta         | 2–0     | Shumen |
| ---------------------------- | ------- | ------ |
| Charalambous 19' Nikolić 40' | Cronică |        |

| Aris Thessaloniki                  | 3–1     | Hapoel Beer-Sheva |
| ---------------------------------- | ------- | ----------------- |
| Sapountzis 8', 64' (pen.) Ivan 89' | Cronică | Husyev 14'        |

| Bangor City | 1–2     | IA                        |
| ----------- | ------- | ------------------------- |
| Mottram 53' | Cronică | Reynisson 44' Jónsson 47' |

| Kispesti Honvéd                     | 4–1     | Zimbru Chișinău |
| ----------------------------------- | ------- | --------------- |
| Illés 27', 68' Pisont 60' Hamar 68' | Cronică | Timbur 58'      |

| CS Grevenmacher | 1–2     | Rosenborg                       |
| --------------- | ------- | ------------------------------- |
| Alves Silva 83' | Cronică | Leonhardsen 4' Løken 89' (pen.) |

| Aarau         | 1–0     | Mura |
| ------------- | ------- | ---- |
| Kucharski 71' | Cronică |      |

| Dinamo Minsk                              | 3–1     | Hibernians  |
| ----------------------------------------- | ------- | ----------- |
| Kashentsev 69' Kachura 78' Byalkevich 85' | Cronică | Lawrence 6' |

| Dinamo Tblisi               | 2–0     | Universitatea Craiova |
| --------------------------- | ------- | --------------------- |
| Kinkladze 27' Arveladze 59' | Cronică |                       |

| FC Copenhaga | 0–1     | Jazz        |
| ------------ | ------- | ----------- |
|              | Cronică | Ruhanen 33' |

| Fenerbahçe                                          | 5–0     | Turan Tovuz |
| --------------------------------------------------- | ------- | ----------- |
| Uygun 16' Kocaman 43', 66' Nielsen 81' Tașkıran 88' | Cronică |             |

| FH            | 1–0     | Linfield |
| ------------- | ------- | -------- |
| Magnusson 74' | Cronică |          |

| Inter Bratislava | 0–3     | MyPa                         |
| ---------------- | ------- | ---------------------------- |
|                  | Cronică | Kolkka 11', 30' Rajamäki 49' |

| Vardar         | 1–1     | Békéscsabai Elõre |
| -------------- | ------- | ----------------- |
| Miloševski 38' | Cronică | Mracskó 44'       |

| GI Gota | 0–1     | Trelleborg   |
| ------- | ------- | ------------ |
|         | Cronică | Karlsson 44' |

| Gornik Zabrze                                                                   | 7–0     | Shamrock Rovers |
| ------------------------------------------------------------------------------- | ------- | --------------- |
| Szemoński 30', 83' Bałuszyński 35' (pen.) 61' Koseła 52' Orzeszek 78' Kubik 80' | Cronică |                 |

| KS Teuta     | 1–4     | Apollon Limassol                               |
| ------------ | ------- | ---------------------------------------------- |
| Fraholli 12' | Cronică | Spoljaric 57' Krčmarević 80', 84' Šćepović 82' |

| Lillestrøm                                         | 4–1     | Șahtar Donețk |
| -------------------------------------------------- | ------- | ------------- |
| Hedman 7' Johnsen 42' Gulbrandsen 49' Pedersen 68' | Cronică | Petrov 58'    |

| Motherwell                       | 3–0     | Havnar Boltfelag |
| -------------------------------- | ------- | ---------------- |
| Coyne 20' McGrillen 34' Kirk 83' | Cronică |                  |

| Odense BK                            | 3–0     | Flora |
| ------------------------------------ | ------- | ----- |
| Thorup 13' Schjønberg 58' Madsen 89' | Cronică |       |

| Olimpija Ljubljana  | 3–2     | Levski Sofia     |
| ------------------- | ------- | ---------------- |
| Dosti 35', 37', 73' | Cronică | Sirakov 57', 72' |

| ȚSKA Sofia                        | 3–0     | Ararat Yerevan |
| --------------------------------- | ------- | -------------- |
| Tanev 20' Koilov 44' Shishkov 75' | Cronică |                |

| Portadown | 0–2     | Slovan Bratislava    |
| --------- | ------- | -------------------- |
|           | Cronică | Timko 58' Rusnak 75' |

| ROMAR Mažeikiai | 0–2     | AIK                       |
| --------------- | ------- | ------------------------- |
|                 | Cronică | Johansson 26' Simpson 60' |

| Slavia Praga              | 2–0     | Cork City |
| ------------------------- | ------- | --------- |
| Šmicer 36' Suchopárek 69' | Cronică |           |

| Skonto | 0–0     | Aberdeen |
| ------ | ------- | -------- |
|        | Cronică |          |

| Inter Cardiff | 0–2     | GKS Katowice          |
| ------------- | ------- | --------------------- |
|               | Cronică | Sermak 84' (pen.) 89' |

| Valletta             | 2–6     | Rapid București                                            |
| -------------------- | ------- | ---------------------------------------------------------- |
| Zerafa 16' Agius 68' | Cronică | Chebac 5' Vlădoiu 14', 47' Tira 74' Chiriță 77' Voinea 79' |

### Retur
| Shumen              | 1–2     | Anorthosis Famagusta   |
| ------------------- | ------- | ---------------------- |
| Iskrenov 43' (pen.) | Cronică | Assiotis 60' Gogić 82' |

Anorthosis Famagusta s-a calificat cu scorul general de 4–1.
| Hapoel Beer-Sheva | 1–2     | Aris Thessaloniki            |
| ----------------- | ------- | ---------------------------- |
| Madar 45'         | Cronică | Boujouklis 30' Milojević 55' |

Aris Thessaloniki s-a calificat cu scorul general de 5–2.
| IA                           | 2–0     | Bangor City |
| ---------------------------- | ------- | ----------- |
| Ingólfsson 8' Thordarson 21' | Cronică |             |

IA s-a calificat cu scorul general de 4-1.
| Zimbru Chișinău | 0–1     | Kispesti Honvéd |
| --------------- | ------- | --------------- |
|                 | Cronică | Orosz 83'       |

Kispesti Honvéd s-a calificat cu scorul general de 5–1.
| Rosenborg                                                     | 6–0     | CS Grevenmacher |
| ------------------------------------------------------------- | ------- | --------------- |
| Strand 37', 87' Bergersen 45' Jakobsen 62' Brattbakk 77', 84' | Cronică |                 |

Rosenborg s-a calificat cu scorul general de 8-1.
| Mura | 0–1     | Aarau          |
| ---- | ------- | -------------- |
|      | Cronică | Skrzypczak 17' |

FC Aarau s-a calificat cu scorul general de 2–0.
| Hibernians                                                | 4–3     | Dinamo Minsk                                           |
| --------------------------------------------------------- | ------- | ------------------------------------------------------ |
| Astrowski 35' (o.g.) Scerri 71' Spiteri 90' Lawrence 109' | Cronică | Maiorov 44' (pen.) Khatskevich 94' Spiteri 105' (o.g.) |

Dinamo Minsk s-a calificat cu scorul general de 6–5.
| Universitatea Craiova | 1–2     | Dinamo Tblisi                 |
| --------------------- | ------- | ----------------------------- |
| Pigulea 59'           | Cronică | Kavelashvili 3' Kinkladze 86' |

Dinamo Tblisi s-a calificat cu scorul general de 4–1.
| Jazz | 0–4     | FC Copenhaga                                            |
| ---- | ------- | ------------------------------------------------------- |
|      | Cronică | Johansen 54' M. Nielsen 81' Frandsen 83' A. Nielsen 87' |

FC Copenhaga s-a calificat cu scorul general de 4–1.
| Turan Tovuz | 0–2     | Fenerbahçe                  |
| ----------- | ------- | --------------------------- |
|             | Cronică | Durmuș 83' (pen.) Uygun 87' |

Fenerbahçe s-a calificat cu scorul general de 7–0.
| Linfield                          | 3–1     | FH            |
| --------------------------------- | ------- | ------------- |
| Beatty 15' Gorman 31' Peebles 36' | Cronică | Podunavac 21' |

Linfield s-a calificat cu scorul general de 3-2.
| MyPa | 0–1     | Inter Bratislava |
| ---- | ------- | ---------------- |
|      | Cronică | Rupec 3'         |

MyPa s-a calificat cu scorul general de 3–1.
| Békéscsabai Elõre | 1–0     | Vardar |
| ----------------- | ------- | ------ |
| Csato 61'         | Cronică |        |

Békéscsabai Elõre s-a calificat cu scorul general de 2-1.
| Trelleborg                                    | 3–2     | GI Gota                         |
| --------------------------------------------- | ------- | ------------------------------- |
| Karlsson 6' (pen.) Eriksson 12' Rasmusson 48' | Cronică | H. Jarnskor 55' M. Jarnskor 83' |

Trelleborg s-a calificat cu scorul general de 4-2.
| Shamrock Rovers | 0–1     | Gornik Zabrze   |
| --------------- | ------- | --------------- |
|                 | Cronică | Bałuszyński 48' |

Gornik Zabrze s-a calificat cu scorul general de 8–0.
| Apollon Limassol                              | 4–2     | KS Teuta           |
| --------------------------------------------- | ------- | ------------------ |
| Šćepović 24', 34' Chatziloisou 60' Pittas 89' | Cronică | Koça 73' Abazi 78' |

Apollon Limassol s-a calificat cu scorul general de 8-3.
| Șahtar Donețk      | 2–0     | Lillestrøm |
| ------------------ | ------- | ---------- |
| Orbu 7' Petrov 42' | Cronică |            |

Lillestrøm s-a calificat cu scorul general de 4–3.
| Havnar Boltfelag | 1–4     | Motherwell                         |
| ---------------- | ------- | ---------------------------------- |
| Hansen 59'       | Cronică | Kirk 13', 69' Davies 20' Burns 88' |

Motherwell s-a calificat cu scorul general de 7–1.
| Flora | 0–3     | Odense BK                      |
| ----- | ------- | ------------------------------ |
|       | Cronică | Hemmingsen 19', 49' Tchami 68' |

Odense BK s-a calificat cu scorul general de 6–0.
| Levski Sofia | 1–2     | Olimpija Ljubljana   |
| ------------ | ------- | -------------------- |
| Stoilov 2'   | Cronică | Novak 24' Pavlin 89' |

Olimpija Ljubljana s-a calificat cu scorul general de 5–3.
| Ararat Yerevan | 0–0     | ȚSKA Sofia |
| -------------- | ------- | ---------- |
|                | Cronică |            |

ȚSKA Sofia s-a calificat cu scorul general de 3–0.
| Slovan Bratislava                | 3–0     | Portadown |
| -------------------------------- | ------- | --------- |
| Faktor 15' Tittel 33' Rusnak 65' | Cronică |           |

Slovan Bratislava s-a calificat cu scorul general de 5-0.
| AIK             | 2–0     | ROMAR Mažeikiai |
| --------------- | ------- | --------------- |
| Lidman 21', 63' | Cronică |                 |

AIK s-a calificat cu scorul general de 4-0.
| Cork City | 0–4     | Slavia Praga                        |
| --------- | ------- | ----------------------------------- |
|           | Cronică | Hogen 33', 50' Vávra 49' Berger 90' |

Slavia Praga s-a calificat cu scorul general de 6–0.
| Aberdeen | 1–1     | Skonto        |
| -------- | ------- | ------------- |
| Kane 90' | Cronică | Semjonovs 55' |

Skonto 1–1 Aberdeen. Skonto s-a calificat cu scorul general de on away goals rule.
| GKS Katowice                                                            | 6–0     | Inter Cardiff |
| ----------------------------------------------------------------------- | ------- | ------------- |
| Wałczak 25', 83' Maciejewski 33', 45' (pen.) Jojko 75' (pen.) Wolny 89' | Cronică |               |

GKS Katowice s-a calificat cu scorul general de 8-0.
| Rapid București | 1–1     | Valletta  |
| --------------- | ------- | --------- |
| Tira 32'        | Cronică | Agius 22' |

Rapid București s-a calificat cu scorul general de 7-3.

## Prima rundă
| Echipa #1              | Total  | Echipa #2           | Tur | Retur     |
| ---------------------- | ------ | ------------------- | --- | --------- |
| AIK                    | (a)2–2 | Slavia Praga        | 0–0 | 2–2       |
| Anorthosis Famagusta   | 2–3    | Athletic Bilbao     | 2–0 | 0–3       |
| Apollon Limassol       | 4–5    | Sion                | 1–3 | 3–2(d.p.) |
| Cannes                 | 9–1    | Fenerbahçe          | 4–0 | 5–1       |
| Bayer Leverkusen       | 5–4    | PSV Eindhoven       | 5–4 | 0–0       |
| Blackburn Rovers       | 2–3    | Trelleborg          | 0–1 | 2–2       |
| Boavista               | 3–2    | MyPa                | 2–1 | 1–1       |
| Borussia Dortmund      | 3–0    | Motherwell          | 1–0 | 2–0       |
| Aarau                  | 0–1    | Marítimo            | 0–0 | 0–1       |
| Dinamo Minsk           | 1–4    | Lazio               | 0–0 | 1–4       |
| Dinamo Tblisi          | 2–5    | Tirol Innsbruck     | 1–0 | 1–5       |
| Bordeaux               | 5–1    | Lillestrøm          | 3–1 | 2–0       |
| Tekstilshchik Kamyshin | 6–2    | Békéscsabai Elõre   | 6–1 | 0–1       |
| Twente                 | 4–5    | Kispesti Honvéd     | 1–4 | 3–1       |
| GKS Katowice           | (p)1-1 | Aris Thessaloniki   | 1–0 | 0–1       |
| IA                     | 1–8    | Kaiserslautern      | 0–4 | 1–4       |
| Internazionale         | 1–1(p) | Aston Villa         | 1–0 | 0–1       |
| Linfield               | 1–6    | Odense BK           | 1–1 | 0–5       |
| Napoli                 | 3–0    | Skonto              | 2–0 | 1–0       |
| Olimpija Ljubljana     | 1–3    | Eintracht Frankfurt | 1–1 | 0–2       |
| Olympiacos             | 1–5    | Olympique Marseille | 1–2 | 0–3       |
| ȚSKA Sofia             | 1–8    | Juventus            | 0–3 | 1–5       |
| Royal Antwerp          | 2–10   | Newcastle United    | 0–5 | 2–5       |
| Seraing                | 4–4(a) | Dinamo Moscova      | 3–4 | 1–0       |
| Rapid București        | 3–2    | Charleroi           | 2–0 | 1–2       |
| Real Madrid            | (a)2–2 | Sporting CP         | 1–0 | 1–2       |
| Rosenborg              | 2–4    | Deportivo La Coruña | 1–0 | 1–4(d.p.) |
| Rotor Volgograd        | 3–5    | Nantes Atlantique   | 3–2 | 0–3       |
| SK Slovan Bratislava   | 2–1    | FC Copenhaga        | 1–0 | 1–1       |
| Trabzonspor            | 5–4    | Dinamo București    | 2–1 | 3–3       |
| Admira Wacker          | 6–3    | Gornik Zabrze       | 5–2 | 1–1       |
| Vitesse                | 1–2    | Parma               | 1–0 | 0–2       |

### Tur
| AIK | 0–0     | Slavia Praga |
| --- | ------- | ------------ |
|     | Cronică |              |

| Anorthosis Famagusta | 2–0     | Athletic Bilbao |
| -------------------- | ------- | --------------- |
| Gogić 6' Pounas 51'  | Cronică |                 |

| Apollon Limassol | 1–3     | Sion                      |
| ---------------- | ------- | ------------------------- |
| Krčmarević 36'   | Cronică | Bonvin 70' Marin 83', 85' |

| Cannes                                           | 4–0     | Fenerbahçe |
| ------------------------------------------------ | ------- | ---------- |
| Durix 49' (pen.) Kozniku 56', 80' Horlaville 67' | Cronică |            |

| Bayer Leverkusen                             | 5–4     | PSV Eindhoven                   |
| -------------------------------------------- | ------- | ------------------------------- |
| Kirsten 5', 16', 41' Dooley 14' Schuster 73' | Cronică | Ronaldo 11', 45', 61' Nilis 88' |

| Blackburn Rovers | 0–1     | Trelleborg  |
| ---------------- | ------- | ----------- |
|                  | Cronică | Sandell 71' |

| Boavista                | 2–1     | MyPa          |
| ----------------------- | ------- | ------------- |
| Artur 2' Nuno Gomes 53' | Cronică | Laaksonen 42' |

| Borussia Dortmund | 1–0     | Motherwell |
| ----------------- | ------- | ---------- |
| Möller 58'        | Cronică |            |

| Aarau | 0–0     | Marítimo |
| ----- | ------- | -------- |
|       | Cronică |          |

| Dinamo Minsk | 0–0     | Lazio |
| ------------ | ------- | ----- |
|              | Cronică |       |

| Dinamo Tblisi    | 1–0     | Tirol Innsbruck |
| ---------------- | ------- | --------------- |
| R. Arveladze 40' | Cronică |                 |

| Bordeaux                                   | 3–1     | Lillestrøm      |
| ------------------------------------------ | ------- | --------------- |
| Dugarry 4' Johnsen 37' (o.g.) Witschge 84' | Cronică | Huard 5' (o.g.) |

| Tekstilshchik Kamyshin                                       | 6–1     | Békéscsabai Elõre |
| ------------------------------------------------------------ | ------- | ----------------- |
| Gusakov 38' Polstyanov 55', 90' Volgin 58' Filippov 80', 89' | Cronică | Szarvas 18'       |

| Twente   | 1–4     | Kispesti Honvéd                     |
| -------- | ------- | ----------------------------------- |
| Mols 38' | Cronică | Kovács 20', 51', 74' Hamar 55', 90' |

| GKS Katowice           | 1–0     | Aris Thessaloniki |
| ---------------------- | ------- | ----------------- |
| Maciejewski 20' (pen.) | Cronică |                   |

| IA | 0–4     | Kaiserslautern                           |
| -- | ------- | ---------------------------------------- |
|    | Cronică | Hamann 32' Anders 43' Kuntz 51' Kuka 58' |

| Internazionale      | 1–0     | Aston Villa |
| ------------------- | ------- | ----------- |
| Bergkamp 76' (pen.) | Cronică |             |

| Linfield     | 1–1     | Odense BK      |
| ------------ | ------- | -------------- |
| Anderson 86' | Cronică | Schjønberg 46' |

| Napoli                  | 2–0     | Skonto |
| ----------------------- | ------- | ------ |
| Carbone 30' (pen.), 49' | Cronică |        |

| Olimpija Ljubljana | 1–1     | Eintracht Frankfurt |
| ------------------ | ------- | ------------------- |
| Šiljak 3'          | Cronică | Legat 84'           |

| Olympiacos | 1–2     | Olympique Marseille     |
| ---------- | ------- | ----------------------- |
| Ivić 57'   | Cronică | Ferreri 31' Marquet 79' |

| ȚSKA Sofia                       | 3–2     | Juventus                  |
| -------------------------------- | ------- | ------------------------- |
| Mihtarski 44', 82' Radukanov 70' | Cronică | Porrini 35' Del Piero 75' |

UEFA invalidated this game and awarded a 3–0 win to Juventus because ȚSKA fielded an ineligible player, Petar Mihtarski.
| Royal Antwerp | 0–5     | Newcastle United                       |
| ------------- | ------- | -------------------------------------- |
|               | Cronică | Lee 1', 9', 51' Sellars 40' Watson 78' |

| Seraing                                  | 3–4     | Dinamo Moscova                                       |
| ---------------------------------------- | ------- | ---------------------------------------------------- |
| Wamberto 67' Schaessens 75' Edmilson 90' | Cronică | Smirnov 18' Cheryshev 25', 61' Simutenkov 44' (pen.) |

| Rapid București         | 2–0     | Charleroi |
| ----------------------- | ------- | --------- |
| Chiriță 18' Vlădoiu 70' | Cronică |           |

| Real Madrid        | 1–0     | Sporting CP |
| ------------------ | ------- | ----------- |
| Martín Vázquez 11' | Cronică |             |

| Rosenborg | 1–0     | Deportivo de La Coruña |
| --------- | ------- | ---------------------- |
| Løken 52' | Cronică |                        |

| Rotor Volgograd                              | 3–2     | Nantes Atlantique      |
| -------------------------------------------- | ------- | ---------------------- |
| Gerashchenko 42' Nechay 65' Veretennikov 76' | Cronică | Ouédec 28' N'Doram 83' |

| SK Slovan Bratislava | 1–0     | FC Copenhaga |
| -------------------- | ------- | ------------ |
| Tomaschek 76'        | Cronică |              |

| Trabzonspor       | 2–1     | Dinamo București |
| ----------------- | ------- | ---------------- |
| Kaynak 7' Boz 19' | Cronică | Ivan 28'         |

| Admira Wacker                                                         | 5–2     | Górnik Zabrze              |
| --------------------------------------------------------------------- | ------- | -------------------------- |
| Gager 7' (pen.) 60' (pen.) Schiener 18' Klausz 66' Wałdoch 90' (o.g.) | Cronică | Szemoński 26' Orzeszek 44' |

| Vitesse      | 1–0     | Parma |
| ------------ | ------- | ----- |
| Gillhaus 51' | Cronică |       |

### Retur
| Slavia Praga             | 2–2     | AIK                     |
| ------------------------ | ------- | ----------------------- |
| Suchopárek 26' Bejbl 57' | Cronică | Lidman 35' Sundgren 81' |

AIK 2–2 Slavia Praga. AIK s-a calificat cu scorul general de on away goals rule.
| Athletic Bilbao                                 | 3–0     | Anorthosis Famagusta |
| ----------------------------------------------- | ------- | -------------------- |
| Guerrero 17' Panayiotou 34' (o.g.) Andrinúa 89' | Cronică |                      |

Athletic Bilbao s-a calificat cu scorul general de 2–3.
| Sion                   | 2 – 3 (d.p.) | Apollon Limassol                  |
| ---------------------- | ------------ | --------------------------------- |
| Marin 89' Orlando 101' | Cronică      | Krčmarević 43', 77' Spoljaric 66' |

Sion s-a calificat cu scorul general de 3–4.
| Fenerbahçe | 1–5     | Cannes                                                      |
| ---------- | ------- | ----------------------------------------------------------- |
| Uygun 60'  | Cronică | Tayfur 21' (o.g.) Horlaville 24', 63' Micoud 53' Vieira 79' |

Cannes s-a calificat cu scorul general de 9–1.
| PSV Eindhoven | 0–0     | Bayer Leverkusen |
| ------------- | ------- | ---------------- |
|               | Cronică |                  |

Bayer Leverkusen s-a calificat cu scorul general de 5–4.
| Trelleborg        | 2–2     | Blackburn Rovers       |
| ----------------- | ------- | ---------------------- |
| Karlsson 50', 85' | Cronică | Sutton 18' Shearer 83' |

Trelleborg s-a calificat cu scorul general de 3–2.
| MyPa         | 1–1     | Boavista         |
| ------------ | ------- | ---------------- |
| Grönholm 75' | Cronică | Artur 89' (pen.) |

Boavista s-a calificat cu scorul general de 3–2.
| Motherwell | 0–2     | Borussia Dortmund |
| ---------- | ------- | ----------------- |
|            | Cronică | Riedle 54', 64'   |

Borussia Dortmund s-a calificat cu scorul general de 3–0.
| Marítimo        | 1–0     | Aarau |
| --------------- | ------- | ----- |
| Paulo Alves 60' | Cronică |       |

Marítimo s-a calificat cu scorul general de 1–0.
| Lazio                                                  | 4–1     | Dinamo Minsk |
| ------------------------------------------------------ | ------- | ------------ |
| Ostrovskiy 46' (o.g.) Favalli 51' Bokšić 74' Fuser 84' | Cronică | Kachura 9'   |

Lazio s-a calificat cu scorul general de 4–1.
| Tirol Innsbruck                                   | 5–1     | Dinamo Tblisi    |
| ------------------------------------------------- | ------- | ---------------- |
| Cerny 40' Stöger 4' Daněk 35', 56' Janeschitz 89' | Cronică | S. Arveladze 36' |

Tirol Innsbruck s-a calificat cu scorul general de 2–5.
| Lillestrøm | 0–2     | Bordeaux               |
| ---------- | ------- | ---------------------- |
|            | Cronică | Zidane 2' Fournier 15' |

Bordeaux s-a calificat cu scorul general de 5–1.
| Békéscsabai Elõre | 1–0     | Tekstilshchik Kamyshin |
| ----------------- | ------- | ---------------------- |
| Csató 77'         | Cronică |                        |

Tekstilshchik Kamyshin s-a calificat cu scorul general de 6–2.
| Kispesti Honvéd | 1–3     | Twente                                |
| --------------- | ------- | ------------------------------------- |
| Illés 58'       | Cronică | Vurens 34' Ellerman 67' Boerebach 87' |

Kispesti Honvéd s-a calificat cu scorul general de 4–5.
| Aris Thessaloniki | 1 – 0 (d.p.) 3–4 (penalties) | GKS Katowice |
| ----------------- | ---------------------------- | ------------ |
| Sapountzis 47'    | Cronică                      |              |

GKS Katowice 1–1 Aris Thessaloniki. GKS Katowice s-a calificat cu scorul general de 4–3 on penalties.
| Kaiserslautern                     | 4–1     | IA           |
| ---------------------------------- | ------- | ------------ |
| Kuka 56', 88' Wagner 60' Haber 81' | Cronică | Gíslason 89' |

Kaiserslautern s-a calificat cu scorul general de 1–8.
| Aston Villa                                       | 1–0 (d.p.) | Internazionale                          |
| ------------------------------------------------- | ---------- | --------------------------------------- |
| Houghton 38'                                      | Cronică    |                                         |
| Parker · Staunton · Townsend · Whittingham · King | 4–3        | Bia · Bergkamp · Seno · Fontolan · Sosa |

Aston Villa 1–1 Internazionale. Aston Villa s-a calificat cu scorul general de 4–3 on penalties.
| Odense BK                                                | 5–0     | Linfield |
| -------------------------------------------------------- | ------- | -------- |
| Nedergaard 5', 85' Schjønberg 25', 42' (pen.) Thorup 40' | Cronică |          |

Odense BK s-a calificat cu scorul general de 1–6.
| Skonto | 0–1     | Napoli   |
| ------ | ------- | -------- |
|        | Cronică | Buso 31' |

Napoli s-a calificat cu scorul general de 3–0.
| Eintracht Frankfurt    | 2–0     | Olimpija Ljubljana |
| ---------------------- | ------- | ------------------ |
| Dickhaut 9' Yeboah 84' | Cronică |                    |

Eintracht Frankfurt s-a calificat cu scorul general de 1–3.
| Olympique Marseille            | 3–0     | Olympiacos |
| ------------------------------ | ------- | ---------- |
| Cascarino 53', 89' Ferreri 88' | Cronică |            |

Olympique Marseille s-a calificat cu scorul general de 1–5.
| Juventus                         | 5–1     | ȚSKA Sofia    |
| -------------------------------- | ------- | ------------- |
| Ravanelli 9', 65', 69', 81', 83' | Cronică | Mihtarski 90' |

Juventus s-a calificat cu scorul general de 8–1.
| Newcastle United                                   | 5–2     | Royal Antwerp             |
| -------------------------------------------------- | ------- | ------------------------- |
| Lee 11' Sellars 26', 39', 88' Beardsley 36' (pen.) | Cronică | Kiekens 75' Severeyns 77' |

Newcastle United s-a calificat cu scorul general de 2–10.
| Dinamo Moscova | 0–1     | Seraing        |
| -------------- | ------- | -------------- |
|                | Cronică | Schaessens 87' |

Seraing 4–4 Dinamo Moscova. Dinamo Moscova s-a calificat cu scorul general de on away goals rule.
| Charleroi                 | 2–1     | Rapid București |
| ------------------------- | ------- | --------------- |
| Balog 89' Missé-Missé 90' | Cronică | Tira 47'        |

Rapid București s-a calificat cu scorul general de 3–2.
| Sporting CP            | 2–1     | Real Madrid |
| ---------------------- | ------- | ----------- |
| Sá Pinto 2' Oceano 30' | Cronică | Laudrup 15' |

Real Madrid 2–2 Sporting CP. Real Madrid s-a calificat cu scorul general de on away goals rule.
| Deportivo de La Coruña                   | 4 – 1 (a.e.t.) | Rosenborg      |
| ---------------------------------------- | -------------- | -------------- |
| Bebeto 81', 98', 114' Donato 106' (pen.) | Cronică        | Brattbakk 107' |

Deportivo de La Coruña s-a calificat cu scorul general de 2–4.
| Nantes Atlantique        | 3–0     | Rotor Volgograd |
| ------------------------ | ------- | --------------- |
| Ouédec 29', 61' Loko 75' | Cronică |                 |

Nantes Atlantique s-a calificat cu scorul general de 3–5.
| FC Copenhaga     | 1–1     | SK Slovan Bratislava |
| ---------------- | ------- | -------------------- |
| Højer 45' (pen.) | Cronică | Nigro 24'            |

Slovan Bratislava s-a calificat cu scorul general de 2–1.
| Dinamo București                   | 3–3     | Trabzonspor                  |
| ---------------------------------- | ------- | ---------------------------- |
| Ceaușilă 9' Niculescu 51' Lica 82' | Cronică | Orhan 21' Kaynak 23' Boz 78' |

Trabzonspor s-a calificat cu scorul general de 5–4.
| Górnik Zabrze   | 1–1     | Admira Wacker   |
| --------------- | ------- | --------------- |
| Bałuszyński 30' | Cronică | Lytovchenko 45' |

Admira Wacker s-a calificat cu scorul general de 6–3.
| Parma         | 2–0     | Vitesse |
| ------------- | ------- | ------- |
| Zola 24', 72' | Cronică |         |

Parma s-a calificat cu scorul general de 2–1.

## A doua rundă
| Echipa #1         | Total  | Echipa #2              | Tur | Retur |
| ----------------- | ------ | ---------------------- | --- | ----- |
| Kaiserslautern    | 1–1(a) | Odense BK              | 1–1 | 0–0   |
| AIK               | 0–3    | Parma                  | 0–1 | 0–2   |
| Boavista          | 2–3    | Napoli                 | 1–1 | 1–2   |
| Kispesti Honvéd   | 0–7    | Bayer Leverkusen       | 0–2 | 0–5   |
| Marítimo          | 1–3    | Juventus               | 0–1 | 1–2   |
| Dinamo Moscova    | 2–6    | Real Madrid            | 2–2 | 0–4   |
| Nantes Atlantique | 4–1    | Tekstilshchik Kamyshin | 2–0 | 2–1   |
| Sion              | (a)3–3 | Olympique Marseille    | 2–0 | 1–3   |
| Tirol Innsbruck   | 2–4    | Deportivo de La Coruña | 2–0 | 0–4   |
| GKS Katowice      | 2–1    | Bordeaux               | 1–0 | 1–1   |
| Newcastle United  | 3–3(a) | Athletic Bilbao        | 3–2 | 0–1   |
| Rapid București   | 2–6    | Eintracht Frankfurt    | 2–1 | 0–5   |
| Slovan Bratislava | 2–4    | Borussia Dortmund      | 2–1 | 0–3   |
| Trabzonspor       | (a)2–2 | Aston Villa            | 1–0 | 1–2   |
| Trelleborg        | 0–1    | Lazio                  | 0–0 | 0–1   |
| Admira Wacker     | 5–3    | Cannes                 | 1–1 | 4–2   |

### Tur
| Kaiserslautern | 1–1     | Odense BK      |
| -------------- | ------- | -------------- |
| Sforza 74'     | Cronică | Hemmingsen 72' |

| AIK | 0–1     | Parma      |
| --- | ------- | ---------- |
|     | Cronică | Crippa 73' |

| Boavista    | 1–1     | Napoli      |
| ----------- | ------- | ----------- |
| Sánchez 26' | Cronică | Carbone 58' |

| Kispesti Honvéd | 0–2     | Bayer Leverkusen           |
| --------------- | ------- | -------------------------- |
|                 | Cronică | Münch 16' Paulo Sérgio 80' |

| Marítimo | 0–1     | Juventus      |
| -------- | ------- | ------------- |
|          | Cronică | Ravanelli 78' |

| Dinamo Moscova               | 2–2     | Real Madrid             |
| ---------------------------- | ------- | ----------------------- |
| Simutenkov 65' Cheryshev 69' | Cronică | Sandro 22' Zamorano 73' |

| Nantes Atlantique     | 2–0     | Tekstilshchik Kamyshin |
| --------------------- | ------- | ---------------------- |
| Ouédec 32.' (pen) 62' | Cronică |                        |

| Sion               | 2–0     | Olympique Marseille |
| ------------------ | ------- | ------------------- |
| Wicky 24' Kunz 43' | Cronică |                     |

| Tirol Innsbruck     | 2–0     | Deportivo de La Coruña |
| ------------------- | ------- | ---------------------- |
| Sané 30' Stöger 56' | Cronică |                        |

| GKS Katowice | 1–0     | Bordeaux |
| ------------ | ------- | -------- |
| Strojek 85'  | Cronică |          |

| Newcastle United                     | 3–2     | Athletic Bilbao         |
| ------------------------------------ | ------- | ----------------------- |
| Fox 9' Beardsley 34' (pen.) Cole 56' | Cronică | Ziganda 71' Suances 79' |

| Rapid București        | 2–1     | Eintracht Frankfurt |
| ---------------------- | ------- | ------------------- |
| Andrási 67' Voinea 77' | Cronică | Furtok 64'          |

| Slovan Bratislava     | 2–1     | Borussia Dortmund |
| --------------------- | ------- | ----------------- |
| Rusnak 51' Tittel 60' | Cronică | Tittel 17' (o.g.) |

| Trabzonspor | 1–0     | Aston Villa |
| ----------- | ------- | ----------- |
| Kaynak 76'  | Cronică |             |

| Trelleborg | 0–0     | Lazio |
| ---------- | ------- | ----- |
|            | Cronică |       |

| Admira Wacker | 1–1     | Cannes         |
| ------------- | ------- | -------------- |
| Gager 36'     | Cronică | Bedrossian 67' |

### Retur
| Odense BK | 0–0     | Kaiserslautern |
| --------- | ------- | -------------- |
|           | Cronică |                |

Kaiserslautern 1–1 Odense BK. Odense BK s-a calificat cu scorul general de on away goals rule.
| Parma           | 2–0     | AIK |
| --------------- | ------- | --- |
| Minotti 5', 16' | Cronică |     |

Parma s-a calificat cu scorul general de 3–0.
| Napoli            | 2–1     | Boavista    |
| ----------------- | ------- | ----------- |
| Agostini 18', 35' | Cronică | Luciano 77' |

Napoli s-a calificat cu scorul general de 3–2.
| Bayer Leverkusen                             | 5–0     | Kispesti Honvéd |
| -------------------------------------------- | ------- | --------------- |
| Kirsten 29', 65', 69' Hapal 31' Tolkmitt 60' | Cronică |                 |

Bayer Leverkusen s-a calificat cu scorul general de 0–7.
| Juventus           | 2–1     | Marítimo        |
| ------------------ | ------- | --------------- |
| Ravanelli 34', 53' | Cronică | Paulo Alves 80' |

Juventus s-a calificat cu scorul general de 3–1.
| Real Madrid                            | 4–0     | Dinamo Moscova |
| -------------------------------------- | ------- | -------------- |
| Zamorano 48' Redondo 77' Dani 89', 90' | Cronică |                |

Real Madrid s-a calificat cu scorul general de 2–6.
| Tekstilshchik Kamyshin | 1–2     | Nantes Atlantique |
| ---------------------- | ------- | ----------------- |
| Polstyanov 67'         | Cronică | Ouédec 48', 64'   |

Nantes Atlantique s-a calificat cu scorul general de 4–1.
| Olympique Marseille         | 3–1     | Sion    |
| --------------------------- | ------- | ------- |
| Libbra 46', 64' Ferreri 73' | Cronică | Kunz 5' |

Sion 3–3 Olympique Marseille. Sion s-a calificat cu scorul general de on away goals rule.
| Deportivo de La Coruña                          | 4–0     | Tirol Innsbruck |
| ----------------------------------------------- | ------- | --------------- |
| Claudio 35', 38' Donato 39' (pen.) Manjarín 71' | Cronică |                 |

Deportivo de La Coruña s-a calificat cu scorul general de 2–4.
| Bordeaux        | 1–1     | GKS Katowice       |
| --------------- | ------- | ------------------ |
| Histilloles 18' | Cronică | Wałczak 70' (pen.) |

GKS Katowice s-a calificat cu scorul general de 2–1.
| Athletic Bilbao | 1–0     | Newcastle United |
| --------------- | ------- | ---------------- |
| Ziganda 68'     | Cronică |                  |

Newcastle United 3–3 Athletic Bilbao. Athletic Bilbao s-a calificat cu scorul general de on away goals rule
| Eintracht Frankfurt                        | 5–0     | Rapid București |
| ------------------------------------------ | ------- | --------------- |
| Bommer 10' Yeboah 14', 17' Furtok 65', 67' | Cronică |                 |

Eintracht Frankfurt s-a calificat cu scorul general de 2–6.
| Borussia Dortmund          | 3–0     | Slovan Bratislava |
| -------------------------- | ------- | ----------------- |
| Möller 15' Riedle 46', 68' | Cronică |                   |

Borussia Dortmund s-a calificat cu scorul general de 2–4.
| Aston Villa             | 2–1     | Trabzonspor |
| ----------------------- | ------- | ----------- |
| Atkinson 77' Ehiogu 90' | Cronică | Kaynak 89'  |

Trabzonspor 2–2 Aston Villa. Trabzonspor s-a calificat cu scorul general de on away goals rule
| Lazio      | 1–0     | Trelleborg |
| ---------- | ------- | ---------- |
| Bokšić 90' | Cronică |            |

Lazio s-a calificat cu scorul general de 1–0.
| Cannes                  | 2–4     | Admira Wacker                           |
| ----------------------- | ------- | --------------------------------------- |
| Kozniku 49' Charvet 87' | Cronică | Mayrleb 8' Klausz 17', 56' Schiener 24' |

Admira Wacker s-a calificat cu scorul general de 5–3.

## Optimi
| Echipa #1              | Total | Echipa #2         | Tur | Retur     |
| ---------------------- | ----- | ----------------- | --- | --------- |
| Athletic Bilbao        | 3–4   | Parma             | 1–0 | 2–4       |
| Deportivo de La Coruña | 2–3   | Borussia Dortmund | 1–0 | 1–3(d.p.) |
| Eintracht Frankfurt    | 2–0   | Napoli            | 1–0 | 1–0       |
| Nantes Atlantique      | 6–2   | Sion              | 4–0 | 2–2       |
| GKS Katowice           | 1–8   | Bayer Leverkusen  | 1–4 | 0–4       |
| Odense BK              | 4–3   | Real Madrid       | 2–3 | 2–0       |
| Trabzonspor            | 2–4   | Lazio             | 1–2 | 1–2       |
| Admira Wacker          | 2–5   | Juventus          | 1–3 | 1–2       |

### Tur
| Athletic Bilbao | 1–0     | Parma |
| --------------- | ------- | ----- |
| Ziganda 48'     | Cronică |       |

| Deportivo de La Coruña | 1–0     | Borussia Dortmund |
| ---------------------- | ------- | ----------------- |
| Bebeto 23'             | Cronică |                   |

| Eintracht Frankfurt | 1–0     | Napoli |
| ------------------- | ------- | ------ |
| Yeboah 56'          | Cronică |        |

| Nantes Atlantique                           | 4–0     | Sion |
| ------------------------------------------- | ------- | ---- |
| Loko 15' Ferri 33' N'Doram 51' Makélélé 78' | Cronică |      |

| GKS Katowice | 1–4     | Bayer Leverkusen                   |
| ------------ | ------- | ---------------------------------- |
| Nikodem 54'  | Cronică | Kirsten 33', 44' Lehnhoff 41', 65' |

| Odense BK                 | 2–3     | Real Madrid                           |
| ------------------------- | ------- | ------------------------------------- |
| Schjønberg 45' Hjorth 79' | Cronică | Zamorano 67' Amavisca 69' Laudrup 90' |

| Trabzonspor | 1–2     | Lazio                  |
| ----------- | ------- | ---------------------- |
| Ünal 67'    | Cronică | Rambaudi 60' Negro 62' |

| Admira Wacker | 1–3     | Juventus                    |
| ------------- | ------- | --------------------------- |
| Binder 56'    | Cronică | Conte 9' R. Baggio 16', 42' |

### Retur
| Parma                                 | 4–2     | Athletic Bilbao        |
| ------------------------------------- | ------- | ---------------------- |
| Zola 21' D. Baggio 39', 48' Couto 64' | Cronică | Vales 56' Guerrero 75' |

Parma s-a calificat cu scorul general de 4–3.
| Borussia Dortmund                | 3 – 1 (d.p.) | Deportivo de La Coruña |
| -------------------------------- | ------------ | ---------------------- |
| Zorc 50' Riedle 115' Ricken 118' | Cronică      | Alfredo 102'           |

Borussia Dortmund s-a calificat cu scorul general de 2–3.
| Napoli | 0–1     | Eintracht Frankfurt |
| ------ | ------- | ------------------- |
|        | Cronică | Falkenmayer 55'     |

Eintracht Frankfurt s-a calificat cu scorul general de 2–0.
| Sion               | 2–2     | Nantes Atlantique    |
| ------------------ | ------- | -------------------- |
| Herr 76' Marin 82' | Cronică | Loko 30' N'Doram 31' |

Nantes Atlantique s-a calificat cu scorul general de 6–2.
| Bayer Leverkusen                           | 4–0     | GKS Katowice |
| ------------------------------------------ | ------- | ------------ |
| Schuster 11' Thom 13' Scholz 15' Hapal 28' | Cronică |              |

Bayer Leverkusen s-a calificat cu scorul general de 1–8.
| Real Madrid | 0–2     | Odense BK                 |
| ----------- | ------- | ------------------------- |
|             | Cronică | Pedersen 67' Bisgaard 90' |

Odense BK s-a calificat cu scorul general de 3–4.
| Lazio                   | 2–1     | Trabzonspor   |
| ----------------------- | ------- | ------------- |
| Cravero 25' Di Vaio 75' | Cronică | Mandıralı 73' |

Lazio s-a calificat cu scorul general de 4–2.
| Juventus               | 2–1     | Admira Wacker |
| ---------------------- | ------- | ------------- |
| Ferrara 17' Vialli 86' | Cronică | Wimmer 73'    |

Juventus s-a calificat cu scorul general de 5–2.

## Sferturi
| Echipa #1           | Total | Echipa #2         | Tur | Retur |
| ------------------- | ----- | ----------------- | --- | ----- |
| Bayer Leverkusen    | 5–1   | Nantes Atlantique | 5–1 | 0–0   |
| Eintracht Frankfurt | 1–4   | Juventus          | 1–1 | 0–3   |
| Parma               | 1–0   | Odense BK         | 1–0 | 0–0   |
| Lazio               | 1–2   | Borussia Dortmund | 1–0 | 0–2   |

### Tur
| Bayer Leverkusen                                   | 5–1     | Nantes Atlantique |
| -------------------------------------------------- | ------- | ----------------- |
| Lehnhoff 9' Kirsten 18', 89' Paulo Sérgio 79', 84' | Cronică | Ouédec 64' (pen.) |

| Eintracht Frankfurt | 1–1     | Juventus     |
| ------------------- | ------- | ------------ |
| Furtok 74'          | Cronică | Marocchi 37' |

| Parma           | 1–0     | Odense BK |
| --------------- | ------- | --------- |
| Zola 49' (pen.) | Cronică |           |

| Lazio             | 1–0     | Borussia Dortmund |
| ----------------- | ------- | ----------------- |
| Freund 68' (o.g.) | Cronică |                   |

### Retur
| Nantes Atlantique | 0–0     | Bayer Leverkusen |
| ----------------- | ------- | ---------------- |
|                   | Cronică |                  |

Bayer Leverkusen s-a calificat cu scorul general de 5–1.
| Juventus                              | 3–0     | Eintracht Frankfurt |
| ------------------------------------- | ------- | ------------------- |
| Conte 77' Ravanelli 87' Del Piero 90' | Cronică |                     |

Juventus s-a calificat cu scorul general de 4–1.
| Odense BK | 0–0     | Parma |
| --------- | ------- | ----- |
|           | Cronică |       |

Parma s-a calificat cu scorul general de 1–0.
| Borussia Dortmund                | 2–0     | Lazio |
| -------------------------------- | ------- | ----- |
| Chapuisat 11' (pen.) Riedle 90+' | Cronică |       |

Borussia Dortmund s-a calificat cu scorul general de 2–1.

## Semifinale
| Echipa #1        | Total | Echipa #2         | Tur | Retur |
| ---------------- | ----- | ----------------- | --- | ----- |
| Bayer Leverkusen | 1–5   | Parma             | 1–2 | 0–3   |
| Juventus         | 4–3   | Borussia Dortmund | 2–2 | 2–1   |

### Tur
| Bayer Leverkusen | 1–2     | Parma                      |
| ---------------- | ------- | -------------------------- |
| Paulo Sérgio 20' | Cronică | D. Baggio 48' Asprilla 53' |

| Juventus                 | 2–2     | Borussia Dortmund    |
| ------------------------ | ------- | -------------------- |
| R. Baggio 28' Kohler 88' | Cronică | Reuter 8' Möller 71' |

### Retur
| Parma                     | 3–0     | Bayer Leverkusen |
| ------------------------- | ------- | ---------------- |
| Asprilla 4', 55' Zola 67' | Cronică |                  |

Parma s-a calificat cu scorul general de 5–1.
| Borussia Dortmund | 1–2     | Juventus                 |
| ----------------- | ------- | ------------------------ |
| Júlio César 10'   | Cronică | Porrini 6' R. Baggio 31' |

Juventus s-a calificat cu scorul general de 4–3.

## Finala

### Tur
| Parma        | 1–0                 | Juventus |
| ------------ | ------------------- | -------- |
| D. Baggio 5' | Cronică MatchCentre |          |

### Retur
| Juventus   | 1–1                 | Parma         |
| ---------- | ------------------- | ------------- |
| Vialli 34' | Cronică MatchCentre | D. Baggio 54' |

Parma a câștigat cu scorul general de 2–1.

## Goluri
| Loc | Nume                | Echipă                 | Goluri |
| --- | ------------------- | ---------------------- | ------ |
| 1   | Ulf Kirsten         | Bayer Leverkusen       | 10     |
| 2   | Fabrizio Ravanelli  | Juventus               | 9      |
| 3   | Nicolas Ouédec      | Nantes Atlantique      | 8      |
| 4   | Karl-Heinz Riedle   | Borussia Dortmund      | 6      |
| 5   | Dino Baggio         | Parma                  | 5      |
| 5   | Slobodan Krčmarević | Apollon Limassol       | 5      |
| 5   | Michael Schjønberg  | Odense BK              | 5      |
| 5   | Gianfranco Zola     | Parma                  | 5      |
| 9   | Roberto Baggio      | Juventus               | 4      |
| 9   | Henryk Bałuszyński  | Górnik Zabrze          | 4      |
| 9   | Bebeto              | Deportivo de La Coruña | 4      |
| 9   | Jan Furtok          | Eintracht Frankfurt    | 4      |
| 9   | Orhan Kaynak        | Trabzonspor            | 4      |
| 9   | Rob Lee             | Newcastle United       | 4      |
| 9   | Marcus Marin        | Sion                   | 4      |
| 9   | Paulo Sérgio        | Bayer Leverkusen       | 4      |
| 9   | Scott Sellars       | Newcastle United       | 4      |
| 9   | Tony Yeboah         | Eintracht Frankfurt    | 4      |